# Museo Halad
El Museo Halad José R. Gullas, o bien el Museo Halad, Museo Halad J. R. G. o Museo José R. Gullas, es un museo de temática musical en la ciudad de Cebú, Filipinas, que rinde homenaje a la herencia musical de Cebú. Situado a lo largo de calle V. Gullas (ex Manalili) y la calle D. Jakosalem de Cebú, el antiguo edificio del periódico The Freeman ha sido convertido en un museo que alberga tesoros musicales y recuerdos de Cebú y las Bisayas.